# Martin Quigley
Martin Joseph Quigley Sr. (6 mai 1890 - 4 mai 1964) [1] est un éditeur américain et journaliste de magazine de cinéma. En 1929, il rédige le pré-code qui servira de base pour le code Hays en collaboration avec un prêtre jésuite.

## Biographie
Il fonde "Exhibitors Herald", qui est devenu un important document commercial national pour l'industrie cinématographique.
En 1929, il collabore avec un prêtre jésuite Daniel A. Lord pour écrire un document prescrivant l’interdiction de scènes cinématographique relatives au crime, à la brutalité, au sexe, à la religion, aux sentiments nationaux et à la cruauté envers les animaux. Un an plus tard, il convainc Will H. Hays, président de Motion Picture Association of America, de le faire appliquer dans les films hollywoodiens.